# Kent (Ohio)
Kent és una població dels Estats Units a l'estat d'Ohio. Segons el cens del 2008 tenia 27.983 habitants.

## Demografia
Segons el cens del 2000, Kent tenia 27.906 habitants, 9.772 habitatges, i 4.798 famílies. La densitat de població era de 1.239,9 habitants per km².
Dels 9.772 habitatges en un 25,8% hi vivien nens de menys de 18 anys, en un 32,8% hi vivien parelles casades, en un 13,3% dones solteres, i en un 50,9% no eren unitats familiars. En el 32,4% dels habitatges hi vivien persones soles el 8,1% de les quals corresponia a persones de 65 anys o més que vivien soles. El nombre mitjà de persones vivint en cada habitatge era de 2,27 i el nombre mitjà de persones que vivien en cada família era de 2,89.
Per edats la població es repartia de la següent manera: un 16,4% tenia menys de 18 anys, un 40% entre 18 i 24, un 23% entre 25 i 44, un 13,1% de 45 a 60 i un 7,5% 65 anys o més.
L'edat mediana era de 23 anys. Per cada 100 dones de 18 o més anys hi havia 81 homes.
La renda mediana per habitatge era de 29.582 $ i la renda mediana per família de 44.440 $. Els homes tenien una renda mediana de 32.063 $ mentre que les dones 25.344 $. La renda per capita de la població era de 15.015 $. Aproximadament el 15,4% de les famílies i el 25,2% de la població estaven per davall del llindar de pobresa.

## Poblacions més properes
El següent diagrama mostra les poblacions més properes.